# アメリカン・アドベンチャー
アメリカン・アドベンチャー（The American Adventure）は、アメリカ合衆国フロリダ州のウォルト・ディズニー・ワールド・リゾートにあるディズニーパーク「エプコット」のワールド・ショーケースの一部である。パビリオンは、イタリア館と日本館の間に位置している。もっとも面積の広いパビリオンでもある。ここでは同名のアトラクションについても解説する。

## 配置
アメリカン・アドベンチャーは、「国民の館（People's Mansion）」をテーマに設計され、18世紀後半のジョージア州の植民地時代の建物やフィラデルフィアの独立記念館、モンティチェロ、ボストンの旧マサチューセッツ州会議事堂などから着想を得て作られた。

## アトラクション

### 概要
| アメリカン・アドベンチャー The American Adventure | アメリカン・アドベンチャー The American Adventure | アメリカン・アドベンチャー The American Adventure             | アメリカン・アドベンチャー The American Adventure             |
| ------------------------------------------------- | ------------------------------------------------- | ------------------------------------------------------------- | ------------------------------------------------------------- |
| アメリカン・アドベンチャー                        |                                                   |                                                               |                                                               |
| オープン日                                        | オープン日                                        | 1982年10月1日（エプコット・センター（当時）と同時にオープン） | 1982年10月1日（エプコット・センター（当時）と同時にオープン） |
| スポンサー                                        | スポンサー                                        | なし                                                          | なし                                                          |
| 利用制限                                          |                                                   | なし                                                          | なし                                                          |
| ファストパス                                      | ファストパス                                      |                                                               | 対象外                                                        |
| シングルライダー                                  | シングルライダー                                  |                                                               | 対象外                                                        |

パビリオンの二階に位置している。
オーディオ・アニマトロニクスなどを使ったアメリカの歴史を描く30分のシアター型のアトラクション。ベンジャミン・フランクリンとマーク・トゥエインの二人がアメリカ独立戦争や南北戦争、大恐慌などアメリカの歩んできた歴史の旅へと誘う。

## サービス

### レストラン
- リーガル・イーグル・スモークハウス（Regal Eagle Smokehouse）

### エンターテインメント
- アメリカ・ガーデンズ・シアター（America Gardens Theater）